# Federació Internacional d'Esgrima
La Federació Internacional d'Esgrima és l'ens que regula aquest esport a nivell mundial.